# Spezzano della Sila
Spezzano della Sila – miejscowość i gmina we Włoszech, w regionie Kalabria, w prowincji Cosenza.
Według danych na rok 2004 gminę zamieszkiwało 4849 osób, 61,4 os./km².